# ۳۰ ذی‌القعده
۳۰ ذیقعده، سی‌امین روز از ماه ذیقعده در تقویم هجری قمری است.
در تقویم هجری قمری قراردادی این روز سیصد و بیست و پنجمین روز سال است.

## درگذشتگان
محمد تقی -امام نهم شیعیان ۱۲ امامی